# Reasi (Distrikt)
Der Distrikt Reasi (Urdu ضلع ریاسی) ist ein Distrikt im indischen Unionsterritorium Jammu und Kashmir.

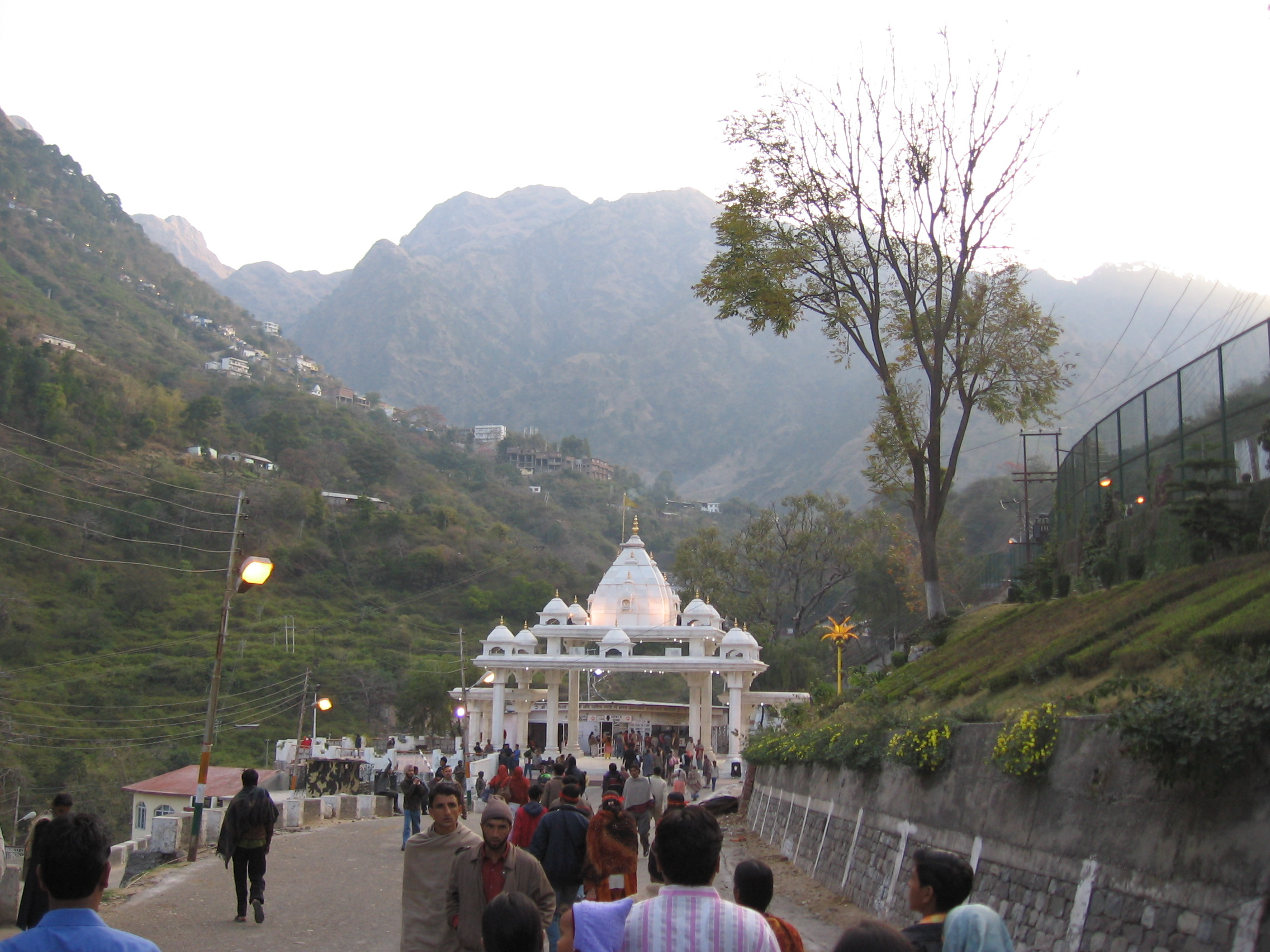
Vaishno-Devi-Tempel

Der Distrikt entstand am 1. April 2007 als Abspaltung des damaligen Distrikts Udhampur. Sitz der Distriktverwaltung ist die gleichnamige Stadt Reasi.
Der Distrikt Reasi erstreckt sich über den südlichen Randbereich des Pir Panjal. Der Fluss Chanab verlässt bei Reasi das Bergland. Oberhalb der Stadt Reasi wird der Chanab von der Salal-Talsperre aufgestaut. Der Distrikt umfasst im Süden einen Teil der vorgelagerten Siwalikketten.
Der Distrikt hat eine Fläche von 1517 km² und 314.667 Einwohner (Zensus 2011). 2001 lag die Einwohnerzahl noch bei 247.694.
Die Bevölkerungsdichte liegt bei 207 Einwohnern pro Quadratkilometer.
Der Distrikt ist in zwei Tehsils gegliedert: Gool-Gulabgarh und Reasi.
Am 9. Februar 2023 wurde die Entdeckung größerer natürlicher Lithium-Vorkommen in der Region Salal-Haimana im Distrikt Reasi bekanntgegeben. Es handelte sich um die bislang größten bekannten Lithium-Lagerstätten in Indien.